# Sibghatullah Mojaddedi
Sibghatullah Mojaddedi (pashto: صبغت الله مجددي), född 21 april 1925 i Kabul, död 11 februari 2019, var den första presidenten i Afghanistan efter den kommunistiska regimens fall 1992. Han var också partiledare för Afghan National Liberation Front.
Han gav makten till president Burhanuddin Rabbani efter två månader vid makten efter en överenskommelse som gjorts innan Mojaddedi tog makten av mujaheddinska trupper i Pakistan. Han kunde inte etablera någon slags försoning bland de mujaheddinska fraktionerna.
I december 2003 var han ordförande över Loya jirga som godkände Afghanistans nya konstitution. Han valdes sedan till ledare av den övre delen av Meshrano Jirga, en rådgivande legislatur med två kammare i ett mandat på fem år. Han var också ordförande över Afghanistans nationella fredskommission.